# Жак, Милош
Милош Жак (чеш. Miloš Žák; 11 июня 1891, Бланц — 16 мая 1970, Прага) — дивизионный генерал ВС Чехословакии.

## Биография
До Первой мировой войны учился на философском факультете в Карловом университете (Прага) и юридическом факультете в Вене. На фронте Первой мировой войны с 1914 года, попал в русский плен и перешёл на сторону России. Солдат Чехословацкого корпуса, участник боёв под Бахмачем и Зборовом. Участник сражений в Гражданской войне в России на стороне белого движения в Сибири, начальник штаба стрелковой дивизии. С 1919 по 1920 годы заместитель начальника штаба Чехословацкого корпуса в России.
До конца 1920 года после возвращения в Чехословакию Жак занимал должность начальника Главного штаба Вооружённых сил Чехословакии. В звании полковника был военным атташе в Югославии в 1921—1922 годах, в 1922—1923 годах делегат Чехословакии при французском Министерстве обороны, по совместительству учился в Парижской военной академии. В 1924—1926 годах — военный атташе в Румынии, в 1926—1934 годах — командир пехотной бригады в Нитре. В 1934—1939 годах командовал пехотной дивизией в Братиславе, в 1938—1939 годах — командир гарнизона Братиславы. Бригадный генерал (1931), дивизионный генерал (1938).
В годы Второй мировой войны генерал Жак был членом Обороны народа, антифашистского движения. В 1943—1945 годы — узник концлагеря. После войны назначен командующим 5-м корпусом ВС Чехословакии и заместителем командира 2-го военного округа (1947—1948).
В феврале 1948 года Жак был уволен из армии и подвергся преследованию за антигосударственную деятельность, с 1949 по 1956 годы был в тюрьме. После освобождения стал организатором Чехословацкой организации легионеров. Реабилитирован посмертно в 1991 году.

## Награды
- Чехословацкий Военный крест (1918)
- Орден Сокола с мечами
- Чехословацкая революционная медаль
- Кавалер Ордена Белого орла
- Кавалер Ордена Святого Саввы